# Olympische Sommerspiele 2016/Teilnehmer (Belarus)
| Gelbes Symbol für Goldmedaillen mit stilisierten Olympischen Ringen | Graues Symbol für Silbermedaillen mit stilisierten Olympischen Ringen | Braundes Symbol für Bronzemedaillen mit stilisierten Olympischen Ringen |
| ------------------------------------------------------------------- | --------------------------------------------------------------------- | ----------------------------------------------------------------------- |
| 1                                                                   | 4                                                                     | 4                                                                       |

Belarus nahm an den Olympischen Spielen 2016 in Rio de Janeiro teil. Es war die insgesamt sechste Teilnahme an Olympischen Sommerspielen. Das Nationale Olympische Komitee der Republik Belarus nominierte 124 Athleten in 21 Sportarten.
Fahnenträger bei der Eröffnungsfeier war der Sportschütze Sjarhej Martynau, Olympiasieger von 2012, der selbst aber nicht als Schütze an den Wettkämpfen teilnahm.

## Teilnehmer nach Sportarten

### Basketball
| Wettbewerb    | Frauen |
| ------------- | --- |
| Athletinnen   | Maryja Papowa Aljaksandra Tarassawa Kazjaryna Snyzina Tazzjana Lichtarowitsch Wolha Sjuskowa Anastassija Weramejenka Alena Leutschanka Lindsey Harding Tazzjana Troina Natallja Trafimawa Maryja Filontschyk Julija Ryzikawa |
| Trainer       | Anatolij Bujalski |
| Gruppenphase  | Japan (73:77) Frankreich (72:73) Brasilien (65:63) Türkei (71:74) Australien (66:74) |
| Viertelfinale | ausgeschieden |
| Halbfinale    | ausgeschieden |
| Finale        | ausgeschieden |
| Platzierung   | 9. Platz |

### Bogenschießen
| Athleten       | Wettbewerb | Qualifikation | Qualifikation | 1. Runde     | 1. Runde         | 2. Runde      | 2. Runde      | Achtelfinale  | Achtelfinale  | Viertelfinale | Viertelfinale | Halbfinale    | Halbfinale    | Finale        | Finale        | Rang |
| Athleten       | Wettbewerb | Ringe         | Rang          | Gegner       | Ergebnis         | Gegner        | Ergebnis      | Gegner        | Ergebnis      | Gegner        | Ergebnis      | Gegner        | Ergebnis      | Gegner        | Ergebnis      | Rang |
| -------------- | ---------- | ------------- | ------------- | ------------ | ---------------- | ------------- | ------------- | ------------- | ------------- | ------------- | ------------- | ------------- | ------------- | ------------- | ------------- | ---- |
| Männer         |            |               |               |              |                  |               |               |               |               |               |               |               |               |               |               |      |
| Anton Prylepau | Einzel     | 643           | 52            | Ricardo Soto | 5–6 SO (135:136) | ausgeschieden | ausgeschieden | ausgeschieden | ausgeschieden | ausgeschieden | ausgeschieden | ausgeschieden | ausgeschieden | ausgeschieden | ausgeschieden | 33   |

### Boxen
| Athleten            | Wettbewerb                  | 1. Runde              | 1. Runde | Achtelfinale            | Achtelfinale  | Viertelfinale | Viertelfinale | Halbfinale    | Halbfinale    | Finale        | Finale        | Rang          |
| Athleten            | Wettbewerb                  | Gegner                | Ergebnis | Gegner                  | Ergebnis      | Gegner        | Ergebnis      | Gegner        | Ergebnis      | Gegner        | Ergebnis      | Rang          |
| ------------------- | --------------------------- | --------------------- | -------- | ----------------------- | ------------- | ------------- | ------------- | ------------- | ------------- | ------------- | ------------- | ------------- |
| Männer              |                             |                       |          |                         |               |               |               |               |               |               |               |               |
| Dsmitryj Assanau    | Bantamgewicht bis 56 kg     | Héctor García         | 2:1      | Erdenebatyn Tsendbaatar | 1:2           | ausgeschieden | ausgeschieden | ausgeschieden | ausgeschieden | ausgeschieden | ausgeschieden | 9             |
| Pawel Kastramin     | Weltergewicht bis 69 kg     | Sailom Adi            | 1:2      | ausgeschieden           | ausgeschieden | ausgeschieden | ausgeschieden | ausgeschieden | ausgeschieden | ausgeschieden | ausgeschieden | ausgeschieden |
| Michail Dauhaljawez | Halbschwergewicht bis 81 kg | Valentino Manfredonia | 2:1      | Ädilbek Nijasymbetow    | 0:3           | ausgeschieden | ausgeschieden | ausgeschieden | ausgeschieden | ausgeschieden | ausgeschieden | ausgeschieden |

### Fechten
| Athleten               | Wettbewerb   | 1. Runde            | 1. Runde | 2. Runde      | 2. Runde | Achtelfinale  | Achtelfinale  | Viertelfinale | Viertelfinale | Halbfinale / Klassifikation | Halbfinale / Klassifikation | Finale / Platzierung | Finale / Platzierung | Rang          |
| Athleten               | Wettbewerb   | Gegner              | Ergebnis | Gegner        | Ergebnis | Gegner        | Ergebnis      | Gegner        | Ergebnis      | Gegner                      | Ergebnis                    | Gegner               | Ergebnis             | Rang          |
| ---------------------- | ------------ | ------------------- | -------- | ------------- | -------- | ------------- | ------------- | ------------- | ------------- | --------------------------- | --------------------------- | -------------------- | -------------------- | ------------- |
| Männer                 |              |                     |          |               |          |               |               |               |               |                             |                             |                      |                      |               |
| Aljaksandr Bujkewitsch | Säbel Einzel | Joseph Polossifakis | 15:6     | Áron Szilágyi | 12:15    | ausgeschieden | ausgeschieden | ausgeschieden | ausgeschieden | ausgeschieden               | ausgeschieden               | ausgeschieden        | ausgeschieden        | ausgeschieden |

### Gewichtheben
| Athleten               | Wettbewerb         | Reißen        | Reißen        | Stoßen        | Stoßen        | Zweikampf     | Zweikampf     | Rang          |               |
| Athleten               | Wettbewerb         | Gewicht       | Rang          | Gewicht       | Rang          | Gewicht       | Rang          | Rang          |               |
| ---------------------- | ------------------ | ------------- | ------------- | ------------- | ------------- | ------------- | ------------- | ------------- | ------------- |
| Frauen                 |                    |               |               |               |               |               |               |               |               |
| Anastassija Michalenka | Klasse bis 69 kg   | nicht beendet | nicht beendet | ausgeschieden | ausgeschieden | ausgeschieden | ausgeschieden | ausgeschieden | ausgeschieden |
| Darja Patschabut       | Klasse bis 69 kg   | 105 kg        | 8             | 132 kg        | 7             | 237 kg        | 7             | 7             |               |
| Darja Nawumawa         | Klasse bis 75 kg   | 116 kg        | 2             | 142 kg        | 2             | 258 kg        | 2             | Silber        |               |
| Männer                 |                    |               |               |               |               |               |               |               |               |
| Pjotr Assajonak        | Klasse bis 85 kg   | 170 kg        | 6             | 207 kg        | 6             | 377 kg        | 6             | 6             |               |
| Pawal Chadassewitsch   | Klasse bis 85 kg   | 170 kg        | 6             | 195 kg        | 9             | 365 kg        | 7             | 7             |               |
| Aljaksandr Bjarsanau   | Klasse bis 94 kg   | 173 kg        | 7             | 208 kg        | 8             | 381 kg        | 8             | 8             |               |
| Wadsim Stralzou        | Klasse über 94 kg  | 175 kg        | 4             | 220 kg        | 2             | 395 kg        | 2             | Silber        |               |
| Aljaksej Mschatschyk   | Klasse über 105 kg | 187 kg        | 9             | 224 kg        | 12            | 411 kg        | 12            | 12            |               |

### Judo
| Athleten            | Wettbewerb | 1. Runde   | 1. Runde         | 2. Runde      | 2. Runde      | Viertelfinale | Viertelfinale | Halbfinale / Trostrunde | Halbfinale / Trostrunde | Finale / Platz 3 | Finale / Platz 3 | Rang |
| Athleten            | Wettbewerb | Gegner     | Ergebnis         | Gegner        | Ergebnis      | Gegner        | Ergebnis      | Gegner                  | Ergebnis                | Gegner           | Ergebnis         | Rang |
| ------------------- | ---------- | ---------- | ---------------- | ------------- | ------------- | ------------- | ------------- | ----------------------- | ----------------------- | ---------------- | ---------------- | ---- |
| Frauen              |            |            |                  |               |               |               |               |                         |                         |                  |                  |      |
| Darja Skrypnik      | bis 52 kg  | M. Kräh    | 001s2:011s2      | ausgeschieden | ausgeschieden | ausgeschieden | ausgeschieden | ausgeschieden           | ausgeschieden           | ausgeschieden    | ausgeschieden    | 17   |
| Männer              |            |            |                  |               |               |               |               |                         |                         |                  |                  |      |
| Dsmitryj Scherschan | bis 66 kg  | R. Sobirov | 000s1:001s1 (GS) | ausgeschieden | ausgeschieden | ausgeschieden | ausgeschieden | ausgeschieden           | ausgeschieden           | ausgeschieden    | ausgeschieden    | 17   |

### Kanu

#### Kanurennsport
| Athleten                                                                  | Wettbewerb | Vorlauf      | Vorlauf | Halbfinale   | Halbfinale | Finale       | Finale | Rang   |
| Athleten                                                                  | Wettbewerb | Zeit         | Rang    | Zeit         | Rang       | Zeit         | Rang   | Rang   |
| ------------------------------------------------------------------------- | ---------- | ------------ | ------- | ------------ | ---------- | ------------ | ------ | ------ |
| Frauen                                                                    |            |              |         |              |            |              |        |        |
| Maryna Litwintschuk                                                       | K-1 500 m  | 1:53,966 min | 2       | 1:55,641 min | 1          | 1:54,474 min | 4      | 4      |
| Nadseja Ljapeschka Maryna Litwintschuk                                    | K-2 500 m  | 1:42,285 min | 1       | –            | –          | 1:46,967 min | 6      | 6      |
| Wolha Chudsenka Nadseja Ljapeschka Maryna Litwintschuk Marharyta Machnewa | K-4 500 m  | 1:30,320 min | 1       | –            | –          | 1:36,908 min | 3      | Bronze |

### Leichtathletik
Laufen und Gehen 
| Athleten                | Wettbewerb       | Runde 1      | Runde 1 | Halbfinale    | Halbfinale    | Finale        | Finale        | Rang |
| Athleten                | Wettbewerb       | Zeit         | Rang    | Zeit          | Rang          | Zeit          | Rang          | Rang |
| ----------------------- | ---------------- | ------------ | ------- | ------------- | ------------- | ------------- | ------------- | ---- |
| Frauen                  |                  |              |         |               |               |               |               |      |
| Maryna Arsamassawa      | 800 m            | 1:58,44 min  | 2       | 1:58,87 min   | 4             | 1:59,10 min   | 7             | 7    |
| Julija Karol            | 800 m            | 2:01,09 min  | 34      | ausgeschieden | ausgeschieden | ausgeschieden | ausgeschieden | 34   |
| Maryna Damanzewitsch    | Marathon         | –            | –       | –             | –             | 2:37:34 h     | 45            | 45   |
| Nastassja Iwanowa       | Marathon         | –            | –       | –             | –             | nicht beendet | nicht beendet | –    |
| Wolha Masuronak         | Marathon         | –            | –       | –             | –             | 2:24:48 h     | 5             | 5    |
| Nastassja Jazewitsch    | 20 km Gehen      | –            | –       | –             | –             | 1:32:53 h     | 17            | 17   |
| Kazjaryna Paplauskaja   | 100 m Hürden     | 13,45 s      | 44      | ausgeschieden | ausgeschieden | ausgeschieden | ausgeschieden | 44   |
| Alina Talaj             | 100 m Hürden     | 12,74 s      | 4       | 13,66 s       | 21            | ausgeschieden | ausgeschieden | 21   |
| Kazjaryna Belanowitsch  | 400 m Hürden     | 56,55 s      | 24      | ausgeschieden | ausgeschieden | ausgeschieden | ausgeschieden | 24   |
| Swjatlana Kudselitsch   | 3000 m Hindernis | 9:32,93 min  | 21      | –             | –             | ausgeschieden | ausgeschieden | 24   |
| Anastassija Pusakowa    | 3000 m Hindernis | 10:14,08 min | 50      | –             | –             | ausgeschieden | ausgeschieden | 50   |
| Männer                  |                  |              |         |               |               |               |               |      |
| Ludzislau Pramau        | Marathon         | –            | –       | –             | –             | 2:22:48 h     | 83            | 83   |
| Szjapan Rahauzou        | Marathon         | –            | –       | –             | –             | 2:20:34 h     | 69            | 69   |
| Aljaksandr Ljachowitsch | 20 km Gehen      | –            | –       | –             | –             | 1:25:04 h     | 43            | 43   |
| Dsjanis Simanowitsch    | 20 km Gehen      | –            | –       | –             | –             | nicht beendet | nicht beendet | –    |
| Iwan Trozki             | 50 km Gehen      | –            | –       | –             | –             | nicht beendet | nicht beendet | –    |

 Springen und Werfen 
| Athleten                 | Wettbewerb     | Qualifikation | Qualifikation | Finale        | Finale        | Rang   |
| Athleten                 | Wettbewerb     | Weite/Höhe    | Rang          | Weite/Höhe    | Rang          | Rang   |
| ------------------------ | -------------- | ------------- | ------------- | ------------- | ------------- | ------ |
| Frauen                   |                |               |               |               |               |        |
| Iryna Jakalzewitsch      | Stabhochsprung | 4,15 m        | 34            | ausgeschieden | ausgeschieden | 34     |
| Wolha Sudarawa           | Weitsprung     | 6,29 m        | 26            | ausgeschieden | ausgeschieden | 26     |
| Iryna Waskouskaja        | Dreisprung     | 13,35 m       | 31            | ausgeschieden | ausgeschieden | 31     |
| Natallja Wjatkina        | Dreisprung     | 13,25 m       | 35            | ausgeschieden | ausgeschieden | 35     |
| Alena Abramtschuk        | Kugelstoßen    | 17,78 m       | 11            | 17,37 m       | 11            | 11     |
| Aljona Dubizkaja         | Kugelstoßen    | 17,76 m       | 12            | 18,23 m       | 8             | 8      |
| Julija Leanzjuk          | Kugelstoßen    | 17,66 m       | 17            | ausgeschieden | ausgeschieden | 17     |
| Hanna Malyschtschyk      | Hammerwurf     | 71,12 m       | 8             | 71,90 m       | 7             | 7      |
| Alena Sobalewa           | Hammerwurf     | 67,06 m       | 20            | ausgeschieden | ausgeschieden | 20     |
| Tazzjana Chaladowitsch   | Speerwurf      | 63,78 m       | 5             | 64,60 m       | 5             | 5      |
| Tazzjana Korsch          | Speerwurf      | 56,16 m       | 26            | ausgeschieden | ausgeschieden | 26     |
| Männer                   |                |               |               |               |               |        |
| Andrej Tschuryla         | Hochsprung     | 2,22 m        | 30            | ausgeschieden | ausgeschieden | 30     |
| Dzmitryj Nabokau         | Hochsprung     | 2,17 m        | 43            | ausgeschieden | ausgeschieden | 43     |
| Kanstanzin Barytscheuski | Weitsprung     | 7,67 m        | 23            | ausgeschieden | ausgeschieden | 23     |
| Arzjom Bandarenka        | Dreisprung     | 15,43 m       | 37            | ausgeschieden | ausgeschieden | 37     |
| Maksim Neszjarenka       | Dreisprung     | 16,52 m       | 20            | ausgeschieden | ausgeschieden | 20     |
| Dsmitryj Platnizki       | Dreisprung     | 16,52 m       | 19            | ausgeschieden | ausgeschieden | 19     |
| Pawel Barejscha          | Hammerwurf     | 73,33 m       | 13            | ausgeschieden | ausgeschieden | 13     |
| Sjarhej Kalamojez        | Hammerwurf     | 74,29 m       | 8             | 74,22 m       | 9             | 9      |
| Iwan Zichan              | Hammerwurf     | 76,51 m       | 2             | 77,79 m       | 2             | Silber |

### Moderner Fünfkampf
| Athleten             | Fechten | Fechten | Schwimmen   | Schwimmen | Reiten | Reiten | Combined     | Combined | Punkte | Rang |
| Athleten             | Bilanz  | Punkte  | Zeit        | Punkte    | Zeit   | Punkte | Zeit         | Punkte   | Punkte | Rang |
| -------------------- | ------- | ------- | ----------- | --------- | ------ | ------ | ------------ | -------- | ------ | ---- |
| Frauen               |         |         |             |           |        |        |              |          |        |      |
| Nastassja Prakapenka | 10:25   | 162     | 2:25,69 min | 263       | 11     | 289    | 12:12,98 min | 558      | 1272   | 22   |

### Radsport

#### Bahn
Omnium
| Frauen              |   |    |    |    |   |    |    |   |    |    |   |    |     |   |
| Tazzjana Scharakowa | 1 | 40 | 10 | 22 | 7 | 28 | 17 | 8 | 13 | 16 | 4 | 50 | 164 | 9 |

#### Straße
| Athleten          | Wettbewerb       | Zeit          | Rang          |
| ----------------- | ---------------- | ------------- | ------------- |
| Frauen            |                  |               |               |
| Alena Amjaljussik | Straßenrennen    | 3:53:37 h     | 13            |
| Alena Amjaljussik | Einzelzeitfahren | 46:05,73 min  | 11            |
| Männer            |                  |               |               |
| Wassil Kiryjenka  | Straßenrennen    | nicht beendet | nicht beendet |
| Wassil Kiryjenka  | Einzelzeitfahren | 1:16:05,70 h  | 17            |
| Kanstanzin Siuzou | Straßenrennen    | 6:30:05 h     | 49            |
| Kanstanzin Siuzou | Einzelzeitfahren | 1:18:58,75 h  | 25            |

### Ringen
| Athleten                         | Wettbewerb        | 1. Runde       | 1. Runde | Achtelfinale         | Achtelfinale  | Viertelfinale    | Viertelfinale | Halbfinale       | Halbfinale    | Hoffnungsrunde Viertelfinale | Hoffnungsrunde Viertelfinale | Hoffnungsrunde Halbfinale | Hoffnungsrunde Halbfinale | Hoffnungsrunde Finale          | Hoffnungsrunde Finale | Finale           | Finale        | Rang   |
| Athleten                         | Wettbewerb        | Gegner         | Ergebnis | Gegner               | Ergebnis      | Gegner           | Ergebnis      | Gegner           | Ergebnis      | Gegner                       | Ergebnis                     | Gegner                    | Ergebnis                  | Gegner                         | Ergebnis              | Gegner           | Ergebnis      | Rang   |
| -------------------------------- | ----------------- | -------------- | -------- | -------------------- | ------------- | ---------------- | ------------- | ---------------- | ------------- | ---------------------------- | ---------------------------- | ------------------------- | ------------------------- | ------------------------------ | --------------------- | ---------------- | ------------- | ------ |
| Freistil Frauen                  |                   |                |          |                      |               |                  |               |                  |               |                              |                              |                           |                           |                                |                       |                  |               |        |
| Maryja Mamaschuk                 | Klasse bis 63 kg  | Freilos        | Freilos  | Jekaterina Larionowa | 3:1           | Henna Johansson  | 3:1           | Elena Pirozhkova | 3:1           | –                            | –                            | –                         | –                         | –                              | –                     | Risako Kawai     | 0:3           | Silber |
| Wassilissa Marsaljuk             | Klasse bis 75 kg  | Freilos        | Freilos  | Cynthia Vescan       | 5:0           | Adeline Gray     | 3:1           | Erica Wiebe      | 0:3           | Freilos                      | Freilos                      | Freilos                   | Freilos                   | Zhang Fengliu                  | 1:3                   | ausgeschieden    | ausgeschieden | 5      |
| griechisch-römischer Stil Männer |                   |                |          |                      |               |                  |               |                  |               |                              |                              |                           |                           |                                |                       |                  |               |        |
| Soslan Daurov                    | Klasse bis 59 kg  | Freilos        | Freilos  | Stig André Berge     | 0:3           | ausgeschieden    | ausgeschieden | ausgeschieden    | ausgeschieden | ausgeschieden                | ausgeschieden                | ausgeschieden             | ausgeschieden             | ausgeschieden                  | ausgeschieden         | ausgeschieden    | ausgeschieden | 15     |
| Dschawid Gamsatow                | Klasse bis 85 kg  | Freilos        | Freilos  | Peng Fei             | 3:0           | Amer Hrustanović | 4:0           | Schan Belenjuk   | 0:3           | Freilos                      | Freilos                      | Freilos                   | Freilos                   | Nikolai Bairjakow              | 3:1                   | ausgeschieden    | ausgeschieden | Bronze |
| Zimafej Dsejnitschenka           | Klasse bis 98 kg  | Fredrik Schön  | 1:3      | ausgeschieden        | ausgeschieden | ausgeschieden    | ausgeschieden | ausgeschieden    | ausgeschieden | ausgeschieden                | ausgeschieden                | ausgeschieden             | ausgeschieden             | ausgeschieden                  | ausgeschieden         | ausgeschieden    | ausgeschieden | 14     |
| Freistil Männer                  |                   |                |          |                      |               |                  |               |                  |               |                              |                              |                           |                           |                                |                       |                  |               |        |
| Asadulla Lachinau                | Klasse bis 57 kg  | Chakir Ansari  | 4:1      | Rei Higuchi          | 0:4           | ausgeschieden    | ausgeschieden | ausgeschieden    | ausgeschieden | Yang Kyong-il                | 1:3                          | ausgeschieden             | ausgeschieden             | ausgeschieden                  | ausgeschieden         | ausgeschieden    | ausgeschieden | 7      |
| Amarhadschy Mahamedau            | Klasse bis 86 kg  | Aslan Kachidse | 3:1      | J’den Cox            | 1:3           | ausgeschieden    | ausgeschieden | ausgeschieden    | ausgeschieden | ausgeschieden                | ausgeschieden                | ausgeschieden             | ausgeschieden             | ausgeschieden                  | ausgeschieden         | ausgeschieden    | ausgeschieden | 5      |
| Ibrahim Saidau                   | Klasse bis 125 kg | Freilos        | Freilos  | Daulet Shabanbay     | 3:0           | Taha Akgül       | 0:4           | ausgeschieden    | ausgeschieden | ausgeschieden                | ausgeschieden                | Freilos                   | Freilos                   | Dschargalsaichany Tschuluunbat | 3:1                   | Lewan Berianidse | 3:1           | Bronze |

### Rudern
| Athleten                                                       | Wettbewerb             | Vorlauf     | Vorlauf | Vorlauf       | Hoffnungslauf | Hoffnungslauf | Hoffnungslauf | Viertelfinale | Viertelfinale | Viertelfinale | Halbfinale  | Halbfinale | Halbfinale    | Finale      | Finale | Rang |
| Athleten                                                       | Wettbewerb             | Zeit        | Platz   | Qualifikation | Zeit          | Platz         | Qualifikation | Zeit          | Platz         | Qualifikation | Zeit        | Platz      | Qualifikation | Zeit        | Platz  | Rang |
| -------------------------------------------------------------- | ---------------------- | ----------- | ------- | ------------- | ------------- | ------------- | ------------- | ------------- | ------------- | ------------- | ----------- | ---------- | ------------- | ----------- | ------ | ---- |
| Frauen                                                         |                        |             |         |               |               |               |               |               |               |               |             |            |               |             |        |      |
| Kazjaryna Karsten                                              | Einer                  | 8:21,21 min | 2       | Viertelfinale | –             | –             | –             | 7:28,03 min   | 3             | Halbfinale    | 7:48,89 min | 5          | B-Finale      | 7:25,03 min | 2      | 8    |
| Alena Furman Ina Nikulina                                      | Zweier ohne Steuerfrau | 7:35,23 min | 5       | Hoffnungslauf | 8:07,16 min   | 6             | C-Finale      | –             | –             | –             | –           | –          | –             | 8:32,54 min | 3      | 15   |
| Julija Bitschyk Tatjana Kuchta                                 | Doppelzweier           | 7:27,22 min | 3       | Halbfinale    | –             | –             | –             | –             | –             | –             | 6:57,64 min | 5          | B-Finale      | 7:40,48 min | 2      | 8    |
| Männer                                                         |                        |             |         |               |               |               |               |               |               |               |             |            |               |             |        |      |
| Stanislau Schtscharbatschenja                                  | Einer                  | 7:11,49 min | 2       | Viertelfinale | –             | –             | –             | 6:55,19 min   | 3             | Halbfinale    | 7:06,69 min | 2          | Finale        | 6:48,78 min | 5      | 5    |
| Wadsim Ljalin Dsjanis Mihal Ihar Paschewitsch Mikalaj Scharlap | Vierer ohne Steuermann | 6:02,93 min | 4       | Hoffnungslauf | 6:36,50 min   | 2             | Halbfinale    | –             | –             | –             | 6:22,46 min | 4          | B-Finale      | 6:00,57 min | 3      | 9    |

### Schießen
| Athleten                  | Wettbewerb                               | Qualifikation   | Qualifikation | Finale          | Finale        | Ringe/ Scheiben | Rang |
| Athleten                  | Wettbewerb                               | Ringe/ Scheiben | Rang          | Ringe/ Scheiben | Rang          | Ringe/ Scheiben | Rang |
| ------------------------- | ---------------------------------------- | --------------- | ------------- | --------------- | ------------- | --------------- | ---- |
| Frauen                    |                                          |                 |               |                 |               |                 |      |
| Wiktoryia Tschajka        | Luftpistole 10 Meter                     | 380             | 16            | ausgeschieden   | ausgeschieden | 380             | 16   |
| Wiktoryia Tschajka        | Sportpistole 25 Meter                    | 575             | 24            | ausgeschieden   | ausgeschieden | 575             | 24   |
| Männer                    |                                          |                 |               |                 |               |                 |      |
| Wital Bubnowitsch         | Luftgewehr 10 Meter                      | 622,9           | 17            | ausgeschieden   | ausgeschieden | 622,9           | 17   |
| Wital Bubnowitsch         | Kleinkaliber liegend 50 Meter            | 626,2           | 4             | 144,2           | 5             | 770,4           | 5    |
| Ilja Tscharhejka          | Luftgewehr 10 Meter                      | 625,5           | 8             | 121,6           | 6             | 747,1           | 6    |
| Ilja Tscharhejka          | Kleinkaliber Dreistellungskampf 50 Meter | 1166            | 31            | ausgeschieden   | ausgeschieden | 1166            | 31   |
| Juryj Schtscherbazewitsch | Kleinkaliber Dreistellungskampf 50 Meter | 1170            | 18            | ausgeschieden   | ausgeschieden | 1170            | 18   |
| Juryj Schtscherbazewitsch | Kleinkaliber liegend 50 Meter            | 622,1           | 18            | ausgeschieden   | ausgeschieden | 622,1           | 18   |

### Schwimmen
| Athleten                 | Wettbewerb          | Vorlauf     | Vorlauf | Halbfinale    | Halbfinale    | Finale        | Finale        | Rang   |
| Athleten                 | Wettbewerb          | Zeit        | Rang    | Zeit          | Rang          | Zeit          | Rang          | Rang   |
| ------------------------ | ------------------- | ----------- | ------- | ------------- | ------------- | ------------- | ------------- | ------ |
| Frauen                   |                     |             |         |               |               |               |               |        |
| Aljaksandra Herassimenja | 50 m Freistil       | 24,42 s     | 3       | 24,53 s       | 8             | 24,11 s       | 3             | Bronze |
| Aljaksandra Herassimenja | 100 m Freistil      | 54,25 s     | 13      | 54,34 s       | 13            | ausgeschieden | ausgeschieden | 13     |
| Julija Chitraja          | 50 m Freistil       | 25,18 s     | 27      | ausgeschieden | ausgeschieden | ausgeschieden | ausgeschieden | 27     |
| Männer                   |                     |             |         |               |               |               |               |        |
| Jauhen Zurkin            | 100 m Freistil      | 49,37 s     | 35      | ausgeschieden | ausgeschieden | ausgeschieden | ausgeschieden | 35     |
| Jauhen Zurkin            | 100 m Brust         | 53,24 s     | 30      | ausgeschieden | ausgeschieden | ausgeschieden | ausgeschieden | 30     |
| Pawel Sankowitsch        | 100 m Schmetterling | 53,00 s     | 28      | ausgeschieden | ausgeschieden | ausgeschieden | ausgeschieden | 28     |
| Wiktar Stassjalowitsch   | 100 m Rücken        | 55,68 s     | 32      | ausgeschieden | ausgeschieden | ausgeschieden | ausgeschieden | 32     |
| Mikita Zmyh              | 100 m Rücken        | 54,97 s     | 29      | ausgeschieden | ausgeschieden | ausgeschieden | ausgeschieden | 29     |
| Mikita Zmyh              | 200 m Rücken        | 2:00,96 min | 25      | ausgeschieden | ausgeschieden | ausgeschieden | ausgeschieden | 25     |

### Segeln
Fleet Race
| Athleten             | Wettbewerb      | Qualifikation | Qualifikation | Medal Race    | Medal Race    | Punkte | Rang |
| Athleten             | Wettbewerb      | Punkte        | Rang          | Punkte        | Rang          | Punkte | Rang |
| -------------------- | --------------- | ------------- | ------------- | ------------- | ------------- | ------ | ---- |
| Frauen               |                 |               |               |               |               |        |      |
| Tazjana Drasdouskaja | Laser Radial    | 137           | 19            | ausgeschieden | ausgeschieden | 137    | 19   |
| Männer               |                 |               |               |               |               |        |      |
| Mikita Zirkun        | Windsurfen RS:X | 215           | 15            | ausgeschieden | ausgeschieden | 215    | 15   |

### Synchronschwimmen
| Athletinnen                               | Wettbewerb | Qualifikation     | Qualifikation     | Qualifikation  | Qualifikation  | Qualifikation | Qualifikation | Finale         | Finale         | Finale           | Finale           |
| Athletinnen                               | Wettbewerb | Technische Kür TK | Technische Kür TK | Freie Kür FK-Q | Freie Kür FK-Q | Gesamt        | Gesamt        | Freie Kür FK-F | Freie Kür FK-F | Gesamt TK + FK-F | Gesamt TK + FK-F |
| Athletinnen                               | Wettbewerb | Punkte            | Rang              | Punkte         | Rang           | Punkte        | Rang          | Punkte         | Rang           | Punkte           | Rang             |
| ----------------------------------------- | ---------- | ----------------- | ----------------- | -------------- | -------------- | ------------- | ------------- | -------------- | -------------- | ---------------- | ---------------- |
| Frauen                                    |            |                   |                   |                |                |               |               |                |                |                  |                  |
| Iryna Limanouskaja Weranika Jessipowitsch | Duett      | 78,9913           | 21                | 79,0000        | 21             | 157,9913      | 21            | ausgeschieden  | ausgeschieden  | ausgeschieden    | ausgeschieden    |

### Taekwondo
| Athleten             | Wettbewerb        | Achtelfinale | Achtelfinale    | Viertelfinale | Viertelfinale | Hoffnungsrunde Halbfinale | Hoffnungsrunde Halbfinale | Halbfinale    | Halbfinale    | Hoffnungsrunde Finale | Hoffnungsrunde Finale | Finale        | Finale        | Rang          |
| Athleten             | Wettbewerb        | Gegner       | Ergebnis        | Gegner        | Ergebnis      | Gegner                    | Ergebnis                  | Gegner        | Ergebnis      | Gegner                | Ergebnis              | Gegner        | Ergebnis      | Rang          |
| -------------------- | ----------------- | ------------ | --------------- | ------------- | ------------- | ------------------------- | ------------------------- | ------------- | ------------- | --------------------- | --------------------- | ------------- | ------------- | ------------- |
| Männer               |                   |              |                 |               |               |                           |                           |               |               |                       |                       |               |               |               |
| Arman-Marshall Silla | Klasse über 80 kg | Cha Dong-min | disqualifiziert | ausgeschieden | ausgeschieden | ausgeschieden             | ausgeschieden             | ausgeschieden | ausgeschieden | ausgeschieden         | ausgeschieden         | ausgeschieden | ausgeschieden | ausgeschieden |

### Tennis
| Athleten                   | Wettbewerb | 1. Runde                     | 1. Runde  | 2. Runde | 2. Runde | Achtelfinale  | Achtelfinale  | Viertelfinale | Viertelfinale | Halbfinale    | Halbfinale    | Finale        | Finale        |
| Athleten                   | Wettbewerb | Gegner                       | Ergebnis  | Gegner   | Ergebnis | Gegner        | Ergebnis      | Gegner        | Ergebnis      | Gegner        | Ergebnis      | Gegner        | Ergebnis      |
| -------------------------- | ---------- | ---------------------------- | --------- | -------- | -------- | ------------- | ------------- | ------------- | ------------- | ------------- | ------------- | ------------- | ------------- |
| Männer                     |            |                              |           |          |          |               |               |               |               |               |               |               |               |
| Aljaksandr Bury Maks Mirny | Doppel     | Oliver Marach Alexander Peya | 6:74, 5:7 | –        | –        | ausgeschieden | ausgeschieden | ausgeschieden | ausgeschieden | ausgeschieden | ausgeschieden | ausgeschieden | ausgeschieden |

### Tischtennis
| Athleten                                     | Wettbewerb | 1. Runde        | 1. Runde | 2. Runde          | 2. Runde | 3. Runde          | 3. Runde      | 4. Runde       | 4. Runde      | Viertelfinale      | Viertelfinale | Halbfinale    | Halbfinale    | Finale        | Finale        | Rang          |
| Athleten                                     | Wettbewerb | Gegner          | Ergebnis | Gegner            | Ergebnis | Gegner            | Ergebnis      | Gegner         | Ergebnis      | Gegner             | Ergebnis      | Gegner        | Ergebnis      | Gegner        | Ergebnis      | Rang          |
| -------------------------------------------- | ---------- | --------------- | -------- | ----------------- | -------- | ----------------- | ------------- | -------------- | ------------- | ------------------ | ------------- | ------------- | ------------- | ------------- | ------------- | ------------- |
| Frauen                                       |            |                 |          |                   |          |                   |               |                |               |                    |               |               |               |               |               |               |
| Wiktoryja Paulowitsch                        | Einzel     | Offiong Edem    | 4:1      | Polina Michailowa | 4:2      | Cheng I-ching     | 3:4           | ausgeschieden  | ausgeschieden | ausgeschieden      | ausgeschieden | ausgeschieden | ausgeschieden | ausgeschieden | ausgeschieden | ausgeschieden |
| Aljaksandra Prywalawa                        | Einzel     | Neda Shahsavari | 4:3      | Chen Szu-yu       | 2:4      | ausgeschieden     | ausgeschieden | ausgeschieden  | ausgeschieden | ausgeschieden      | ausgeschieden | ausgeschieden | ausgeschieden | ausgeschieden | ausgeschieden | ausgeschieden |
| Männer                                       |            |                 |          |                   |          |                   |               |                |               |                    |               |               |               |               |               |               |
| Uladsimir Samsonau (engl. Vladimir Samsonov) | Einzel     | Freilos         | Freilos  | Freilos           | Freilos  | Kristian Karlsson | 4:2           | Paul Drinkhall | 4:2           | Dimitrij Ovtcharov | 4:2           | Zhang Jike    | 1:4           | Jun Mizutani  | 1:4           | 4             |

### Turnen

#### Gerätturnen
| Athleten          | Wettbewerb       | Qualifikation | Qualifikation | Finale        | Finale        | Rang |
| Athleten          | Wettbewerb       | Punkte        | Rang          | Punkte        | Rang          | Rang |
| ----------------- | ---------------- | ------------- | ------------- | ------------- | ------------- | ---- |
| Frauen            |                  |               |               |               |               |      |
| Kylie Dickson     | Mehrkampf Einzel | 47,798        | 58            | ausgeschieden | ausgeschieden | 58   |
| Männer            |                  |               |               |               |               |      |
| Andrej Lichawizki | Mehrkampf Einzel | 86,765        | 16            | 86,631        | 18            | 18   |

#### Rhythmische Sportgymnastik
| Athletinnen                                                                            | Wettbewerb           | Qualifikation | Qualifikation | Finale | Finale | Rang |
| Athletinnen                                                                            | Wettbewerb           | Punkte        | Rang          | Punkte | Rang   | Rang |
| -------------------------------------------------------------------------------------- | -------------------- | ------------- | ------------- | ------ | ------ | ---- |
| Frauen                                                                                 |                      |               |               |        |        |      |
| Kazjaryna Halkina                                                                      | Mehrkampf Einzel     | 70,132        | 9             | 70,932 | 6      | 6    |
| Melizina Stanjuta                                                                      | Mehrkampf Einzel     | 72,575        | 4             | 71,133 | 5      | 5    |
| Hanna Dudsjankowa Maryja Kadobina Maryja Kazjak Walerija Pischtschelina Aryna Zyzylina | Mehrkampf Mannschaft | 35,433        | 3             | 35,299 | 5      | 5    |

#### Trampolinturnen
| Athleten               | Wettbewerb | Qualifikation | Qualifikation | Finale | Finale | Rang |
| Athleten               | Wettbewerb | Punkte        | Rang          | Punkte | Rang   | Rang |
| ---------------------- | ---------- | ------------- | ------------- | ------ | ------ | ---- |
| Frauen                 |            |               |               |        |        |      |
| Hanna Hartschonak      | Einzel     | 100,275       | 6             | 5,700  | 8      | 8    |
| Tazzjana Pjatrenja     | Einzel     | 104,515       | 1             | 54,650 | 5      | 5    |
| Männer                 |            |               |               |        |        |      |
| Uladsislau Hantscharou | Einzel     | 111,090       | 2             | 61,745 | 1      | Gold |

### Wasserspringen
| Athleten        | Wettbewerb        | Vorkampf | Vorkampf | Halbfinale    | Halbfinale    | Finale        | Finale        | Rang |
| Athleten        | Wettbewerb        | Punkte   | Rang     | Punkte        | Rang          | Punkte        | Rang          | Rang |
| --------------- | ----------------- | -------- | -------- | ------------- | ------------- | ------------- | ------------- | ---- |
| Männer          |                   |          |          |               |               |               |               |      |
| Wadsim Kaptur   | Turmspringen 10 m | 353,85   | 24       | ausgeschieden | ausgeschieden | ausgeschieden | ausgeschieden | 24   |
| Jauhen Karaljou | Turmspringen 10 m | 347,80   | 26       | ausgeschieden | ausgeschieden | ausgeschieden | ausgeschieden | 26   |